# قسم دربندرود الريفي (مقاطعة أسد أباد)
قسم دربندرود الريفي (بالفارسية: دهستان دربندرود) هي قسم تقع في إيران في قسم. يقدر عدد سكانها بـ 13,054 نسمة .